# Канерга (село)
Канерга (рос. Канерга) — село в Росії у складі Ардатовського району Нижньогородської області. Входить до складу Міхеєвської сільської ради.. На 2017 рік у селі значилося 4 вулиці. У селі розташований Покровський скит.

## Географія
Розташоване на берегах річки Канерга, джерело якої знаходиться в центрі села. Село розташоване за 16 км від селища міського типу Ардатов і за 150 км від Нижнього Новгорода. Висота цента села над рівнем моря - 176 м.

## Назва
Назва походить від річки Канерга, що тече через село.

## Істория
На думку А. В. Базаєва, село було засноване марійцями у XVII столітті.

## Населення
| 1999 | 2002 | 2010 |
| ---- | ---- | ---- |
| 137  | ↘135 | ↗184 |